# 다수적 증언의 기준

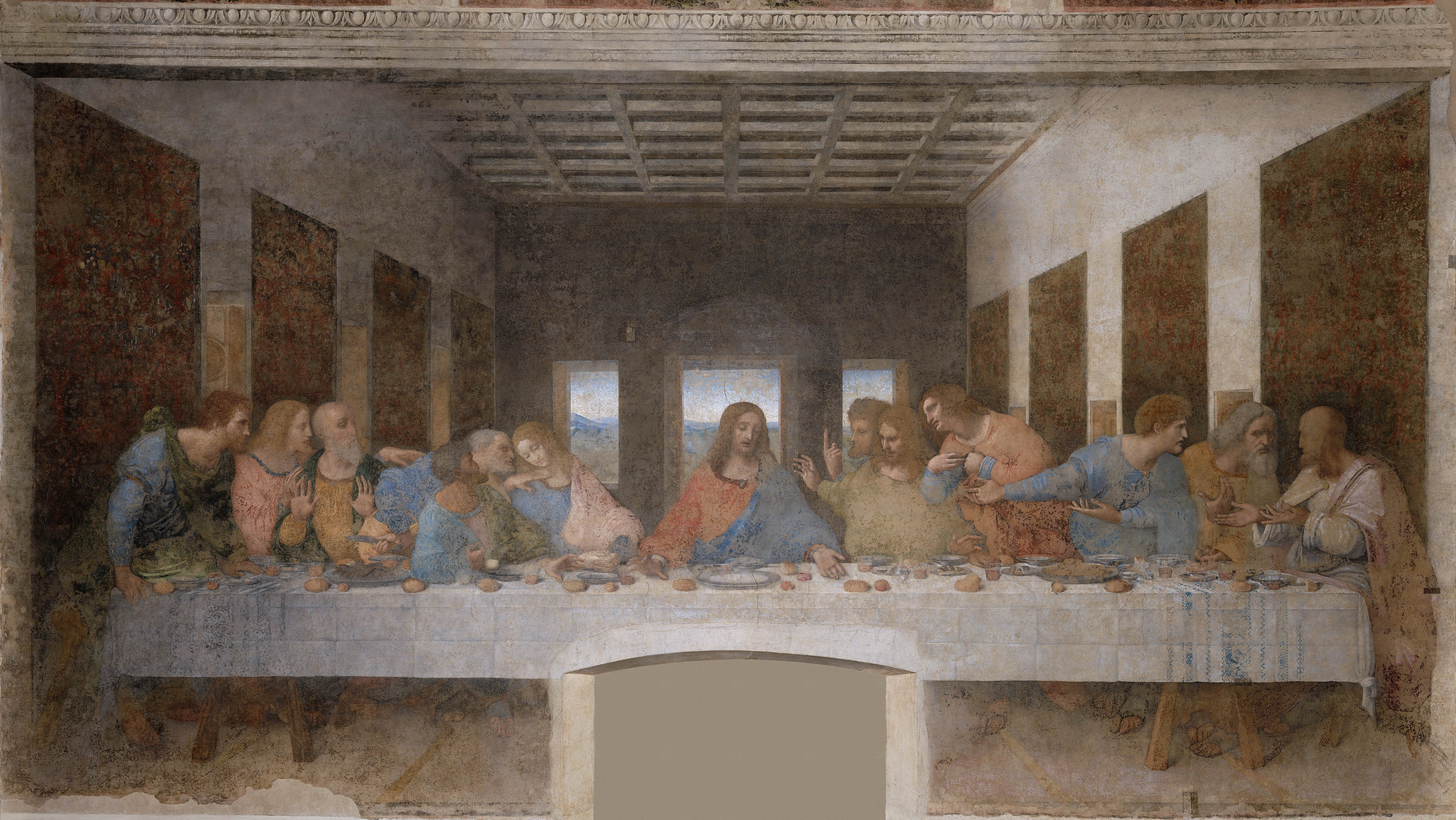
다수적 증언의 기준을 적용할 수 있는 최후의 만찬.

다수적 증언의 기준(Criterion of multiple attestation) 또는 독립적 증언은 성서비평학자들이 신약성경에 등장하는 예수의 어떤 행동이나 가르침이 역사적 진실인지 가려내기 위해 사용하는 방법이다. 간단히 말하자면, 어떤 사건이나 가르침에 대해 더 독립적인 증언이 더 신뢰성이 있다는 것이다.

## 예시
복음서들은 서로 독립적이지 않은데, 특히 마태복음과 누가복음은 마가복음과 굉장히 연관되어있다. 다수적 증언의 기준은 사도 바울, 요세푸스, Q자료, 히브리 복음서 등 하나 이상의 독립적 문헌의 증언에 초점을 맞춘다. 또한 이 기준은 한 주제에 대한 다른 문헌의 이야기가 다른 문학적 형태로 등장할 때 더욱 강력해진다.
다수적 증언은 일종의 객관성을 보장한다. 한 증언의 기록들 사이에 상호독립성이 보장되는 순간, 이 기준으로부터 그 증언이 초대 교회의 창작물일 가능성이 낮아지게 되는 것이다. 이처럼 유용함에도 불구하고 당혹성의 기준, 비유사성의 기준 등의 다른 기준들과 마찬가지로 다른 사적 연구 방법과 병행하여 사용해야 한다.
예를 들어, 하나님의 나라라는 개념은 마가복음, Q자료, 히브리 복음서, 누가 서신, 요한복음, (하나님의 나라는 바울이 선호하는 표현방식이 아니었음에도 불구하고)바울 서신에서 다양한 문학적 형태로 등장한다. 최후의 만찬에서 예수가 빵과 포도주를 두고 한 가르침은 마가복음, 바울서신, 디다케, 그리고 논쟁의 여지가 있지만 요한복음에서 등장하고, 이혼에 대한 가르침은 마가복음과 바울서신에서 등장하는데 이들은 다수적 증언의 기준을 적용할 수 있는 대표적인 예시가 된다. 또한 예수가 세례자 요한을 만난 사건 역시 마가복음과 요한복음에서 등장하므로 한가지 예시가 될 수 있다.

## 한계점
이 기준은 서로 독립적이지 않은 문서에 대해서는 적용할 수 없다. 예를 들어, 두 문서설에 의하면 마태복음의 저자와 누가복음의 저자는 마가복음을 출처로 사용하였기 때문에, 세 개의 공관복음서는 하나의 출처를 대표한다고 보는 편이 적절할 수 있다 (어거스틴의 가설에 의하면 마가와 누가복음이 마태복음을 출처로 사용한 것인데, 그래도 세 개의 공관복음서가 하나의 출처를 대표한다는 시각은 동일하다). 또다른 한계점은, 초대교회에서 어떤 사건이 굉장히 일찍 창작되어 여러개의 독립적 출처에 포함되었을 가능성을 배제할 수 없다는 점이다. 마지막으로, 오직 한 문헌에서만 등장하거나 동일한 문학적 형태로 등장하는 경우가 많이 있다는 점이다. 따라서 다수적 증언의 기준은 역사성을 탐구하는데 꼭 필요한 것도 아니고, 스스로 충분한 능력을 갖추지도 못했다.
이 기준은 성서비평학자들이 발명한 여러 가지 기준 중 하나인데, 스탠리 E. 포터(Stanley E. Porter)는 이 기준들을 비유사성, 통일성, 다수적 증언, 최소 특수성과 아람어 배경의 기준으로 분류하였다. 포터는 역사적 예수를 연구하기 위해 헬라어의 기준, 헬라어 본문 다양성의 기준, 연설형식의 기준이라는 세가지 기준을 새로이 제시하였는데, 아직 학계로부터 큰 지지는 얻지 못하고 있다. 포터는 다수적 증언의 기준에 대해, 예수가 정확히 뭐라고 했는지를 복원하는 것 보다도, 어떤 내용을 얘기했는지를 알아내는데 유용하며, 문서의 독립성에 대해서만 얘기할 수 있을 뿐 문서의 신빙성에 대해선 얘기할 수 없다고 비판했다.

## 같이 보기
- 비유사성의 기준
- 당혹성의 기준
- 요세푸스의 예수